# Saint-Avit-de-Soulège
Saint-Avit-de-Soulège ist eine französische Gemeinde mit 81 Einwohnern (1. Januar 2022) im Département Gironde in der Region Nouvelle-Aquitaine.

## Geografie
Saint-Avit-de-Soulège liegt zwischen Libourne und Bergerac, nah dem Fluss Dordogne im Weinbaugebiet Sainte-Foy-Bordeaux.

## Bevölkerungsentwicklung
| Jahr      | 1962 | 1968 | 1975 | 1982 | 1990 | 1999 | 2006 | 2017 |
| Einwohner | 85   | 90   | 83   | 75   | 89   | 93   | 76   | 78   |

## Sehenswürdigkeiten
- Siehe auch: Liste der Monuments historiques in Saint-Avit-de-Soulège

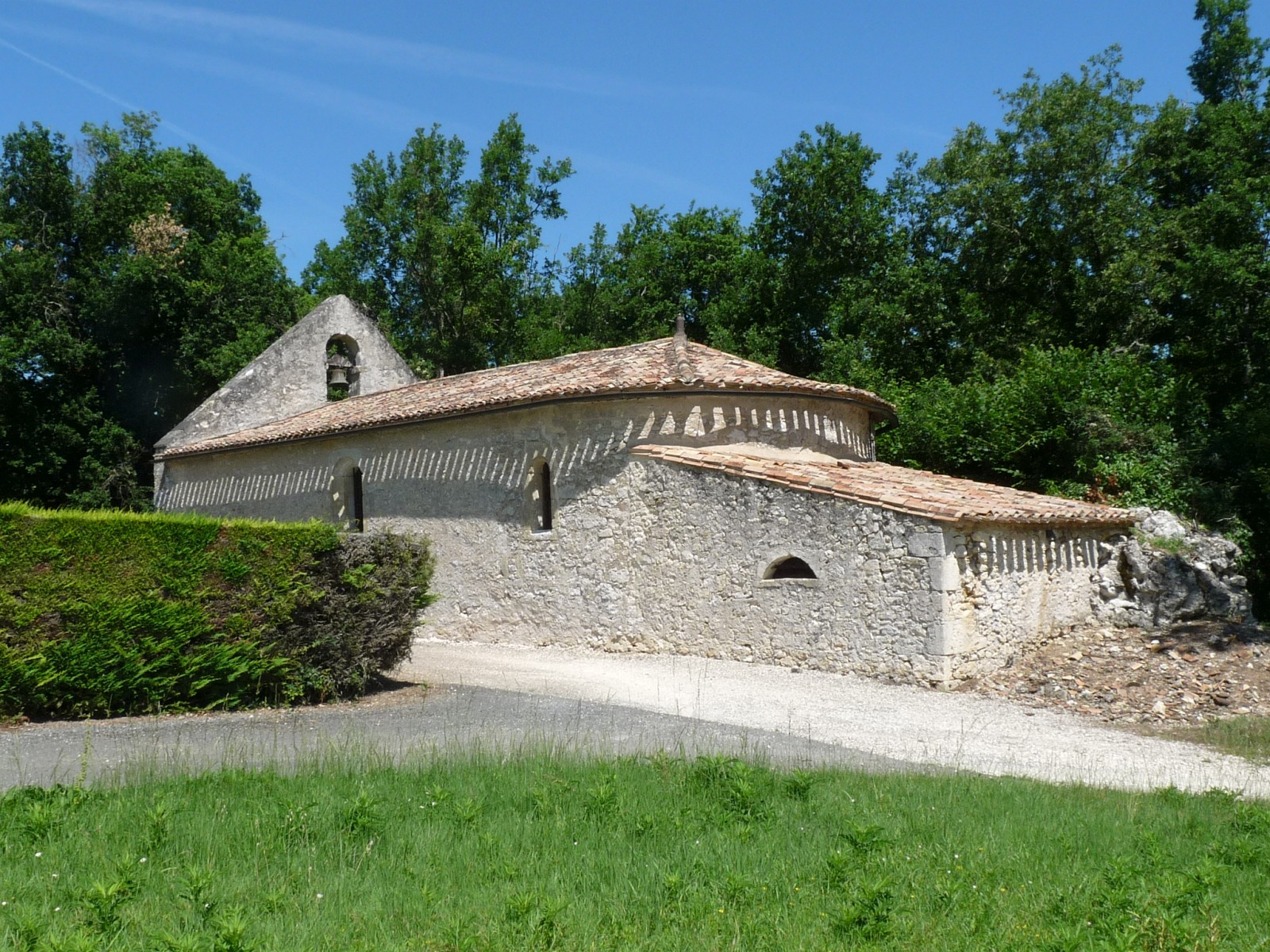
Kirche Saint-Avit

- Kirche Saint-Avit